# Павлово-Луговое
Павлово-Луговое — деревня в Лихославльском районе Тверской области.

## География
Находится в центральной части Тверской области на расстоянии приблизительно 27 км на север по прямой от районного центра города Лихославль.

## История
Деревня была отмечена ещё на карте Менде, состояние местности на которой соответствует 1848 году. В 1859 году здесь (деревня Вышневолоцкого уезда) было учтено 34 двора. До 2021 года деревня входила в Станское сельское поселение Лихославльского района до его упразднения. В 2025 году была переименована в Павлово-Луговое в соответствии с постановлением Правительства России

## Население
Численность населения: 203 человека (1859 год), 34 (карелы 71 %, русские 29 %) в 2002 году, 21 в 2010.